# تحرر اقتصادي في باكستان

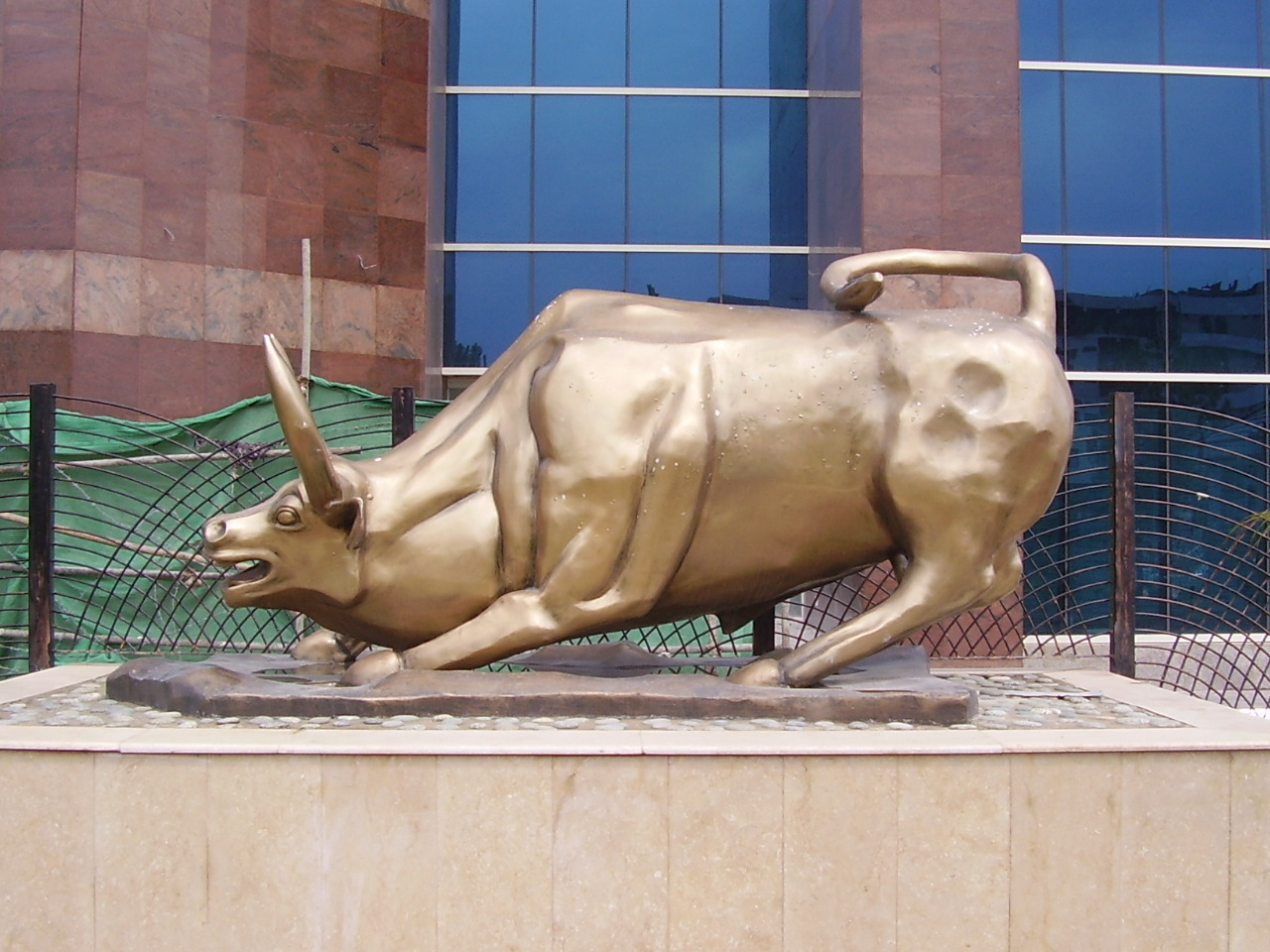

التحرر الاقتصادي في باكستان: يشير إلى برنامج تدبير سياسي هدف إلى دعم وتسريع الاستقلال الاقتصادي والتنمية الاقتصادية في الإطار الاقتصادي لتاريخ باكستان. بدأ البرنامج في أوقات مختلفة من تاريخ البلاد، وكان الهدف الرئيس من البرنامج تعزيز نمو الناتج المحلي الإجمالي للاقتصاد الوطني والقيم الاقتصادية والاجتماعية في البلاد.
صُمّم هذا البرنامج لأول مرة في أوائل الثمانينيات ودرسته وزارة المالية بدقّة بقيادة وزيري المالية غلام إسحق خان ومحبوب الحق، ونُفِّذ أولاً من قبل الرابطة الإسلامية الباكستانية ورئيس الوزراء نواز شريف كجزء من برنامج الخصخصة في عام 1990. جاء برنامج التحرر الاقتصادي كاستجابة مباشرة لبرنامج التأميم لحزب الشعب الباكستاني في السبعينيات. أوقف البرنامج بعد الانتخابات العامة عام 1993 وعُكِس من قبل رئيسة الوزراء بينظير بوتو وحزب الشعب بعد تفعيل تعديل بريسلير الذي وجه الأزمات الاقتصادية والمالية في باكستان. اعتمدت سياسة رأسمالية اشتراكية قوية من أجل تأمين الإيرادات ورأس المال للمؤسسات القائمة المملوكة للدولة، مع تطبيق سياسة التأميم والخصخصة في وقت واحد. حاولت الرابطة الإسلامية الباكستانية ورئيس الوزراء نواز شريف فعل ذلك مرة أخرى بعد الحصول على تفويض حصري خلال الانتخابات العامة لعام 1997، ولكن أوقف البرنامج فجأة بعد أداء اختبارات الأسلحة في مختبرات شاجاي لاختبار الأسلحة في عام 1998 وحرب كارغيل في 1999.
أجرى وزير المالية آنذاك مع رئيس الوزراء شوكت عزيز دراسات شاملة وفعّالة في عام 2000 بعد تولّيه مسؤولية الاقتصاد الوطني في أعقاب انقلاب عام 1999. وصلت ثمار التحرير ذروتها في عامي 2003 و 2004 عندما سجّلت باكستان أعلى نمو في الناتج المحلي الإجمالي الوطني من 8.96% إلى 9.9%.

## عصر التقدمية الاقتصادية
أطلق بوتو بعد حرب عام 1971 برنامج سياسي جدي في سُمّي برنامج التأميم. خضعت جميع الصناعات الرئيسية المُحررة بموجب هذا البرنامج لإدارة حكومية صارمة حيث دُمجت معظم الصناعات. توسّع القطاع العام والحكومي بشكل كبير في ظل خمس سنوات من حكومتها، ونما الاستثمار الحكومي كل عام ودعمت الصناعات. نفذّ بوتو مستوى عالي من الإصلاحات الاقتصادية اليسارية والقومية لرفع الإيرادات الاقتصادية للقطاع الحكومي مع كبح سيطرة القطاع الخاص التحرري.

## الإصلاحات والأسلمة
أطيح بحكومة حزب الشعب الباكستاني في عام 1977 من خلال انقلاب. أقرَّ على الفور برنامج جديد من الإصلاحات من أجل حماية القطاع الخاص من التقلص على المنصة الاقتصادية للبلاد. اعتمدت سياسة الرئيس ضياء الحق الاقتصادية على ركيزتين أساسيتين هما تحرير الاقتصاد وأسلمته. استخدمت الحكومة وتبنّت العديد من الدراسات السياسية والتوصيات من قبل الخبراء والمهندسين والاقتصاديين لتحقيق أهداف الإصلاحات الاقتصادية. اعتمدت السياسة الجديدة على بناء القطاع الخاص والمؤسسات لتحقيق الأهداف الاقتصادية. وعلى الرغم من تركيز السياسة الجديدة على تحرير الاقتصاد لكنها عملت في إطار برنامج الأسلمة وعكست برنامج التأميم بقوة.
خُصخص العديد من الصناعات عدا البنوك التي كانت تحت إدارة وملك الحكومة. نما استثمار القطاع الخاص في ظل السياسة الجديدة من 33% في عام 1980 إلى 44% في عام 1989. شُكِّل نظام جديد في عام 1979، والذي مثّل أسلمة الاقتصاد. أصدرت قوانين الأسلمة الجديدة التي عملت أيضًا على تحرير الاقتصاد في ظل نظام اقتصادي جديد.

## فترة الركود الاقتصادي
أدى تعديل بريسلير في الولايات المتحدة الأمريكية والأزمة المالية الآسيوية إلى تردّي الأوضاع الاقتصادية في باكستان. تباطأ نمو الاقتصاد نسبيًا بين عامي 1993 و1997، وفشلت الدولة في جذب المستثمرين الأجانب لدعم الاقتصاد. شدّدت بينظير بوتو استجابة للأزمة السيطرة على الشركات العملاقة وواصلت من ناحية أخرى عملية خصخصة الصناعات المتوسطة للقطاع الخاص. ارتفع مستوى الفساد في الفترة بين عامي 1994 و1996. أطلقت بينظير بوتو في منتصف عام 1993 برنامج طموح متوسط المدى تحت اسم الخطط الخمسية الثامنة والذي هدف إلى تعديل مبادئ الاقتصاد الكلي للتخفيف من معاناة الاقتصاد الوطني. قدّمت البلاد تنازلات كبيرة في الضرائب والسياسات النقدية، وأكدت الميزانية السنوية بوضوح التوقف في عملية التعديل والإصلاح مما أثار رد فعل سلبي في السوق. سبّبت هذه السياسة ارتفاعًا حادًا في البطالة وتدهورًا سريعًا في الاحتياطيات الخارجية، مما أعاد البلاد إلى حافة أزمة سوق صرف العملات الأجنبية في أكتوبر عام 1995. صنّفت المنظمات المالية الدولية باكستان في 1996 و1997 واعتبرتها دولة نامية عالية الديون.
أدّى ذلك إلى إقالة حكومة بينظير بوتو وعودة نواز شريف بتفويض في الانتخابات العامة لعام 1997. طرح شريف مرة أخرى برنامج الخصخصة والتحرر الاقتصادي، بدايةً بإقرار سياسات نقدية وضريبية جديدة. على المستوى الحكومي: حصل القطاع الخاص على الكثير من الدعم وضَعُفَ القطاع العام بسبب سياسة شريف الاقتصادية الجديدة. حررت حكومة شريف سعر الصرف وسمحت للمقيمين وغير المقيمين في الدولة بفتح حسابات بالعملات الأجنبية لدى البنوك والمؤسسات المالية غير المصرفية. كانت هذه السياسات قصيرة الأجل إذ أمر نواز شريف بإجراء تجارب نووية كرد مباشر على العدوان النووي الهندي، مما أدى إلى فرض حظر من قبل الأمم المتحدة على كِلتا الدولتين.

## إقرار سياسة تحرير رأس المال
عيّنت الحكومة المدنية العسكرية الجديدة بعد انقلاب 1999 شوكت عزيز وزيرًا للمالية، والذي أصبح بعد ذلك رئيس وزراء تكنوقراطي ناجح في البلاد بين عامي 2004 و2007. بدأت جهود التحرير الاقتصادي الجديدة في عام 2000 بعد عام من الدراسات الدقيقة. أطلق برنامج تحرير قوي مع الشركات الكبرى المملوكة للدولة والبنوك وغيرها من الصناعات التي وُضِعت تحت إدارة وملكية القطاع الخاص. شهدت البلاد ارتفاعًا سريعًا في التنمية الاقتصادية بعد عام 2001 وارتفع معدل الناتج المحلي الإجمالي لأول مرة في عام 1992. نفّذ شوكت عزيز سياسات التحرير الاقتصادي بقوة على الرغم من استياء النقابات ومعارضتها. وصل معدل نمو الناتج المحلي الإجمالي إلى 9.0% لأول مرة في الثمانينيات، وهو أحد أعلى معدلات النمو في العالم.

## فترة الركود الاقتصادي والتأثير العام في جنوب آسيا
على الرغم من انطلاق عملية التحرير الاقتصادي في البلاد بنجاح كبير على الأرض، لم تتحقق الأهداف بنجاح في التسعينيات بسبب بعض العقبات المالية وذلك على الرغم من التوقعات المتفائلة لرئيس الوزراء نواز شريف. كان للتحرير الاقتصادي تأثير عكسي على التنمية الاقتصادية في باكستان على عكس الهند التي بدأت التحرير الاقتصادي في وقت لاحق من باكستان. اكتسبت الإصلاحات الاقتصادية زخمًا في الفترة بين عامي 1980 و1989 وبُذِلت جهود كبيرة لتحرير الاقتصاد قبل سقوط الشيوعية في الاتحاد السوفيتي. اتبع إصلاحات وسياسات التحرير الاقتصادي الباكستاني كل من الهند وسريلانكا وبنغلاديش ونيبال، وارتفع مؤشر الواردات ومعدلات نمو الناتج المحلي الإجمالي الاقتصادي في جميع تلك البلدان باستثناء باكستان حيث كانت معدلاتها الاقتصادية راكدة أو متعثرة.